# Marle (Aisne)
Marle es una comuna francesa situada en el departamento de Aisne, de la región de Alta Francia. Es la cabecera (bureau centralisateur en francés) y mayor población del cantón de su nombre.

## Geografía
Está ubicada en el norte del departamento, a orillas del río Serre, a 23 km al noreste de Laon y 14 km al suroeste de Vervins.

## Demografía
| 2 912 | 2 848 | 2 926 | 2 727 | 2 669 | 2 529 | 2 468 | 2 351 | 2 281 |
| Para los censos de 1962 a 1999 la población legal corresponde a la población sin duplicidades (Fuente: INSEE [Consultar]) |       |       |       |       |       |       |       |       |